# Claude Audran II
Pour les articles homonymes, voir famille Audran et Audran.
Claude Audran II, né à Lyon en 1639 et mort à Paris en 1684, est un graveur et peintre de la célèbre famille Audran.

## Biographie
Originaire de Lyon où il est né en 1639, Claude Audran est issu d’une famille de peintres et de graveurs. Il appartient à la longue dynastie des Audran qui se prolonge jusqu’au XVIIIe siècle. À dix ans, il acquiert ses premières expériences dans l’atelier des frères Perrier puis auprès du peintre lyonnais Wyris avec lequel il participe à la décoration de l’hôtel de ville et de l’église des jésuites. Venu à Paris en 1657, il rencontre Noël Coypel et surtout Charles Errard. C’est avec ce dernier qu’il fit ses premiers grands décors en contribuant à l’ornementation du château de Versailles, à la galerie d’Apollon du Louvre, des Tuileries, à la pompe funèbre du chancelier Séguier, et c’est probablement par cet intermédiaire qu’il fit la connaissance de Charles Le Brun.
Après son retour d’un voyage à Rome, il devient un proche collaborateur de Le Brun dont il est l’assistant dans la genèse de travaux décoratifs pour la couronne. Il collabore aussi avec des élèves de Le Brun dont René-Antoine Houasse et Jean Jouvenet. Nommé peintre ordinaire du Roi en 1669, il reçoit la prestigieuse commande d’un May de Notre Dame en 1674, pour laquelle il offre une Décollation de Saint Jean Baptiste, aujourd’hui conservée au musée du Louvre dans un état très fragmentaire — une réduction par le peintre est cependant visible au musée du Grand Siècle. En 1675, il est reçu à l’Académie royale de peinture et de sculpture, avec un tableau représentant l’Institution de l’Eucharistie. Enfin, Claude Audran devient adjoint à professeur le 3 juillet 1676 et obtient le rang de professeur, le 29 novembre 1681. Ainsi, il adopte la carrière d’un artiste confirmé du XVIIe siècle. Cependant, malgré un intérêt de nombreux chercheurs sur ses œuvres dessinées et son investissement au sein de grands monuments, Claude Audran II reste un peintre mal connu. Seuls, Guillet de Saint Georges dans ses Mémoires Inédits et Patrick Reutersward dans son article publié en 1964, évoquent des éléments de la vie du peintre. Ce trait de « fortune historiographique lacunaire » le rapproche d’autres peintres de sa génération tels que François Verdier, René-Antoine Houasse. De plus, peu d’œuvres reconnues de Claude Audran II nous sont parvenues en raison de sa mort prématurée à Paris en 1684.

## Projets artistiques
Audran Claude collabora avec Le Brun à la galerie d’Apollon au Louvre et aux Batailles d’Alexandre. Il a aussi exécuté trois projets de plafonds pour la maison de Charles Perrault au Palais Royal et s’est vu confier au milieu des années 1670, l’exécution du plafond de Mars dans le Grand appartement du Roi. On lui doit également un Cyrus chassant le sanglier pour le salon de Diane à Versailles ou encore un dessus de cheminée réalisé pour l’appartement des bains à Versailles en 1677. Néanmoins, malgré sa participation à de nombreuses commandes publiques et privées comme la salle de la Comédie à Fontainebleau, le plafond de la salle de jeu à Anet, ou encore le vaisseau Le Soleil royal, la personnalité artistique de Claude Audran II reste encore très méconnue. On évoque très peu, par exemple, ses multiples projets de Versailles comme le projet pour le cabinet des Beaux Arts de Claude Perrault ou encore la Décollation de Saint Jean Baptiste qu’il réalisa pour Notre Dame.

## Ses techniques de peinture
Claude Audran II peint avec succès l’Histoire en s’inspirant de scènes religieuses et mythologiques. Sa peinture est liée aux décors Versaillais avec un goût prononcé pour des figures massives mises en relief par des contrastes d’ombre et de lumière. Il s’inspire en effet de la technique de Poussin en utilisant du lavis brun ou gris sur une pierre noire. Il allonge les proportions en mettant en scène des figures « au canon étiré » et aux ombres régulièrement évoquées. Audran Claude II simplifie les formes de ses œuvres qui apparaissent souvent dénuées de détails, très synthétiques et schématiques. Sa peinture refuse la perspective illusionniste stricte et s’appuie sur une géométrisation des figures humaines ou animales. De plus, Audran Claude II opte pour une palette de tons délicats et raffinés qui témoignent d’une sensibilité originale. Enfin, sa remarquable maîtrise des conventions de la peinture sacrée contemporaine est au service d’une grande lisibilité, d’une unité d’action, d’une variété des groupes, d’une expression des passions et d’une monumentalité du cadre spatial.

## Influences
Audran Claude II emprunte à son maître le Brun de nombreuses techniques comme le lavis sur pierre noire qui n’est pas sans rappeler celle de Poussin. On remarque, en effet, une véritable inspiration des œuvres de Poussin qui ont permis à Audran Claude II de réaliser L’Institution de l’Eucharistie. D’autres œuvres de l’artiste comme Femme assise au torse dénudé, font écho à François Verdier ou encore au grand décorateur Simon Vouet dont Claude Audran rejoint le lyrisme. Cependant, l’artiste ayant intégré le langage monumental de Charles Le Brun, fait preuve d’originalité dans l’agencement des groupes, le goût de certains détails et le choix des coloris.

## Œuvres

### Femme assise au torse dénudé
Mise au carreau à la pierre noire, trait d’encadrement à la plume et à l’encre brune, trait d’encadrement au crayon sur les côtés, sur papier beige vergé (hauteur : 43,7 cm, largeur : 18 cm). Simplification des formes avec détails du drapé, main du modèle esquissée de manière grossière, la jambe est épaisse ; le profil réduit à son strict minimum. Esquisse

### L’Institution de l’Eucharistie
C’est une composition très proche de Poussin avec sa série des Sept Sacrements. Claude Audran opte pour un même choix de présentation des apôtres, couchés à la manière antique. Le décor, constitué d’une salle à colonnes ou à pilastres avec une draperie et une lampe à huile éclairant la table, est repris. De plus, Claude Audran II réutilise l’introduction de la trahison de Judas déjà présente dans l’œuvre de Poussin. On retrouve de nombreux échos à la peinture de Poussin notamment dans la luminosité, issue d’un unique lustre à trois bougies unissant les disciples. Cependant, Claude Audran II semble se démarquer sur de nombreux points. En effet, Claude Audran II opte pour une disposition plus aérée ainsi qu’un décentrement du Christ qui se tient à droite de l’œuvre, debout et de profil. Quant à Judas il se situe tout à droite, derrière le Christ, et il se dirige vers la sortie tout en se retournant vers l’Assemblée, l’index levé et menaçant. Cette figure de Judas, représentée à l’écart, dans une zone d’ombre, offre une figure symbolique de la scène biblique. Claude Audran II propose alors une toute nouvelle version de l’œuvre de Poussin et son style s’exprime à travers la monumentalité des personnages, le classicisme un peu rigide de la composition et la représentation de drapés aux plis cassés et lourds. L’œuvre fait partie des collections du musée des Beaux-Arts de Caen.

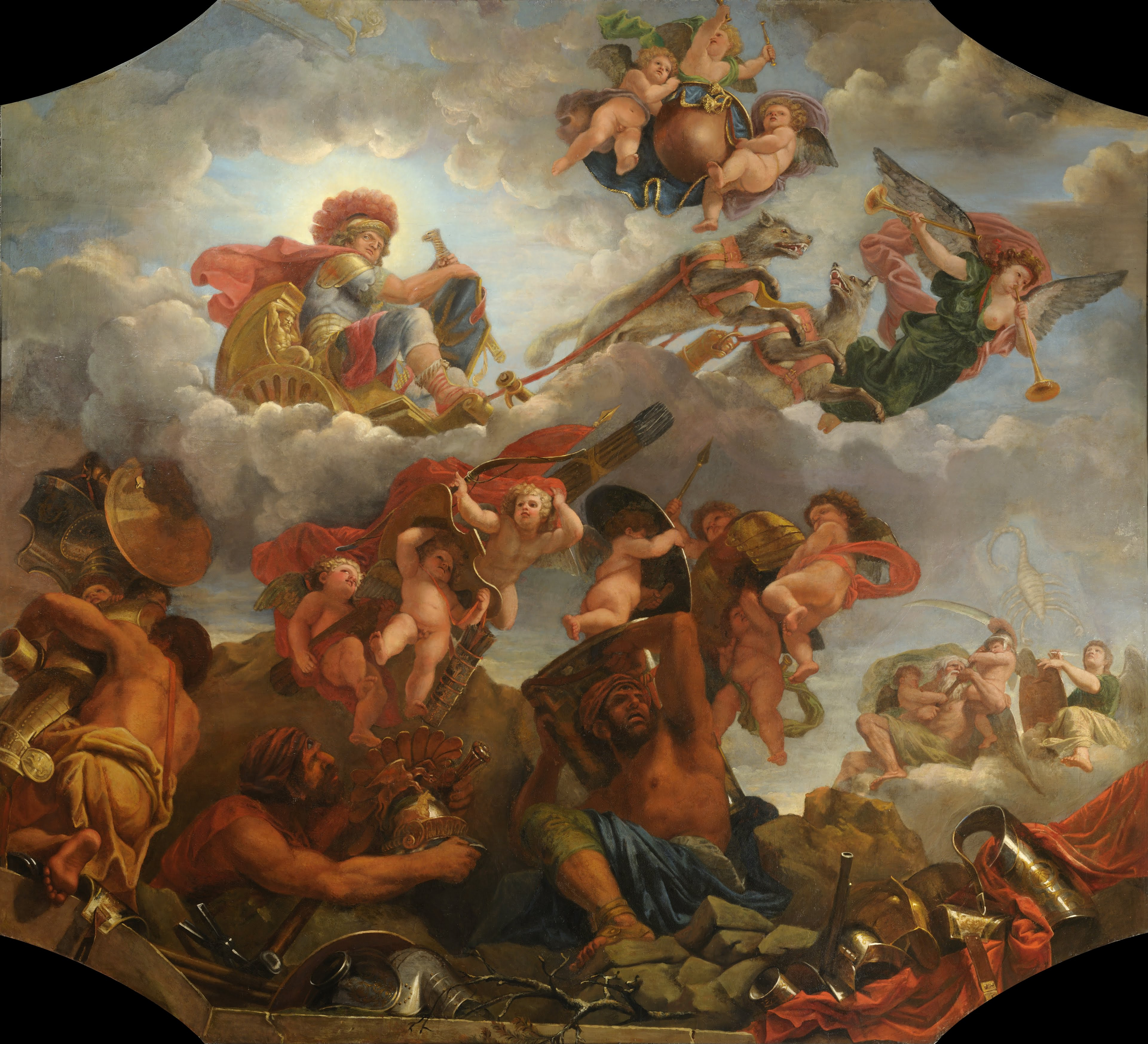
Mars sur son char tiré par des loups

### Mars tiré sur son char par des loups
Huile marouflée commandée pour le compartiment central du salon de Mars de l’appartement du Roi à Versailles. On compte dix années de travaux avec de nombreux arrêts de chantier.
L’œuvre représente un char entouré des génies de la guerre et dans le fond on aperçoit Saturne. Cette iconographie est complétée par deux scènes, rappelant la Terreur, la Crainte, et la Fureur épouvantant la Terre, et la Victoire conduite par l’Abondance et la Félicité, peintes respectivement par Houasse et Jouvenet. Dans les voussures, six médaillons en camaïeu exposent des épisodes militaires tirés de l’histoire ancienne. Ils constituent l’illustration de nombreux exemples permettant de situer l’action militaire de Louis XIV dans la continuité historique.

## Ses œuvres majeures
Principaux travaux de Claude II Audran :
- Triomphe de Neptune , Ébauche pour Charles Le Brun – Galerie d'Apollon. Fresques dans la chapelle de Sceaux, pour Colbert.
- Les Nations de l'Asie , Fresques pour le grand escalier du Château de Versailles. Bas-reliefs et Figures au-dessus de la corniche de la galerie où le Roi donne ses audiences aux Tuileries. En collaboration avec Houasse et Jouvenet. Ce sont des copies des peintures d'Annibal Carrache, au palais Palais Farnèse.
- L'Histoire, figure allégorique. Tableau pour le dessus de cheminée dans le petit cabinet de Monseigneur, aux Tuileries.
- La Poésie, figure allégorique. Tableau pour le petit cabinet de Monseigneur, aux Tuileries.
- Cyrus à la chasse au sanglier, Salon de Diane, au château de Versailles.
- Jules César envoie une colonie romaine à Carthage, Salon de Diane, au château de Versailles.
- Diane dans son temple, Salon de Diane, au château de Versailles.
- Mars monté sur un char traîné par des loups, Salle des Gardes
- César passant en revue ses légions, Salon de Mars, au château de Versailles.
- Démétrius Poliorcète prenant d'assaut une ville, Salon de Mars, au château de Versailles.
- Vénus recevant les armes d'Énée, Tableau de cheminée dans l'Appartement des bains du château de Versailles.
- La Justice et la Religion, figures allégoriques plus grandes que nature, destinées aux deux côtés du cadran, dans la grande salle du Palais, à Paris.
- Apothéose de saint Gaétan de Thiene, tableau pour l'église de l'ancien couvent des Théatins de Paris, conservé dans l'église paroissiale Saint-François-Xavier de Paris[3].
- La Cène, morceau de réception de Claude II Audran à l'Académie royale de peinture, le 27 mars 1675.
- Décollation de saint Jean-Baptiste, tableau offert par la corporation des orfèvres à Notre-Dame de Paris, en 1674.
- L'Aurore – Le Silence – Le Sommeil, plafond pour l'hôtel du libraire Antoine Dezallier (1642?-1716), rue Saint-Jacques
- Ornements d'architecture, Livres, Instruments de musique, Singe et Perroquet, plafond pour l'hôtel du libraire Antoine Dezallier (1642?-1716), rue Saint-Jacques.
- Caïn tuant Abel, tableau pour le libraire Dezallier, rue Saint-Jacques.
- Mort de Didon, tableau pour un particulier que Guillet de Saint-Georges ne nomme pas.
- La Peinture, figure allégorique entourée d'attributs, gravée par Gérard Audran dans le « Cabinet des Beaux-Arts ou Recueil d'estampes gravées d'après les tableaux d'un plafond où les beaux-arts sont représentés... 1640 ». In-fol obl. Ce plafond se trouvait dans l'hôtel de Perrault, contrôleur des bâtiments du Roi.
- Saint Louis enterrant les soldats après le siège de Tunis – Saint Denis, Saint Rustique et Saint Éleuthère, ces deux tableaux ont été exécutés pour l'église des Chartreux de Paris.
- La Gloire des Bienheureux, tableau appartenant à M. Dumoulin, prêtre de l'Église Saint-Germain-l'Auxerrois de Paris.
- Jésus en prières au Jardin des Olives, tableau appartenant à M. Dumoulin.
- Le prince de Furstemberg attaqué, aux environs de Cologne, par des cavaliers allemands, tableau exécuté par Claude Audran pour M. Breget, intendant du cardinal-prince de Furstemberg.
- La Valeur, sous la figure de Mars, plafond, et quatre figures allégoriques représentant les vertus chrétiennes et morales héréditaires dans la maison de Furstemberg.

Peintures exécutées à Saverne, en Alsace, dans le palais de l'évêque de Strasbourg.
- Le Miracle des cinq pains, tableau exécuté pour les Chartreux de Paris, en 1683, et conservé aujourd'hui dans l'église des Blancs-Manteaux. C'est le dernier ouvrage de Claude Audran, et gravé par Jean Audran.
- Saint Bruno prêchant devant les docteurs, tableau exécuté pour les Chartreux de Bourg-Fontaine, près de Villers-Cotterêts
- Apparition de la Vierge et de Saint Pierre aux Chartreux, tableau exécuté pour les chartreux de Bourg-Fontaine.
- Saint Bruno incite ses amis à embrasser la vie monastique, tableau demeuré inachevé, il était destiné aux Chartreux.
- Le Passage du Granique, huile sur toile, 113 × 147 cm, Collection privée, Vente Millon 1997[4]
- Les armes d'Enée, huile sur toile, 142 cm de diamètre, Narbonne, musée des Beaux-Arts